# Копытин (остров)
Копытин (фин. Kinnarit) — российский остров в северо-восточной части Финского залива, административно подчинённый Выборгскому району Ленинградской области. Расположен примерно в 350 м от территории Финляндии. Ближайшая суша — остров Малый Копытин, который находится к северо-востоку от Копытина, а также безымянный островок к северу от него. Ближайший крупный остров — Козлиный, находящийся в 4 км к северо-востоку. Финские острова, лежащие близ Копытина, — острова Рюслят примерно в 800 м на юго-запад, и островок Кинаринхелли в километре к северо-западу.
Принято решение о включении острова Копытин в состав второго участка Ингерманландского заповедника.
На острове возвышается задняя башня створного маяка, который обслуживает суда, идущие в западном направлении. Башня высотою в 32 м и квадратная в основании — решётчатая, красного цвета, несёт на себе дневную метку в виде белого прямоугольника с чёрной вертикальной полосой. Фокальная плоскость находится на высоте 41 м. Светит белым светом, который каждые 2 сек. включён. а 4 — выключен. Передняя башня того же маяка располагается на острове Малый Копытин.
В 1920—1940 годах остров принадлежал Финляндии (финское название острова — Киннарит). Был укреплён, наряду с островом Малый Копытин (финское название — Восточный Киннарит), дзотами, которые во время советско-финляндской войны, начиная с 4 марта 1940 года, неоднократно отбивали штурмовавшую острова морскую пехоту Балтийского флота.

## Топографические карты
- Лист карты P-35-127,128 Хамина. Масштаб: 1 : 100 000. Состояние местности на 1971 год. Издание 1974 г.